# Mário Pedrosa
Mário Xavier de Andrade Pedrosa (Timbaúba, Pernambuco, 25 de abril de 1900 — Río de Janeiro, 5 de noviembre de 1981) fue un activista político, periodista, crítico de arte y literatura brasileño, iniciador de la crítica de arte moderna brasileña y de actividades de Oposición de izquierda Internacional en Brasil, organización liderada por León Trotski.

## Biografía
Pernambucano, nacido en Engenho Juçaral, fue crítico titular del Correio da Manhã (1945-1951) y después del Jornal do Brasil (1957). Inicialmente afiliado al Partido Comunista Brasileño, fue expulsado en 1929 por su relación con el movimiento trotskista. El 21 de enero de 1931, junto con Lívio Xavier, Fúlvio Abramo, Aristides Lobo y Benjamin Péret funda la Liga Comunista relacionada con Oposición de izquierda Internacional. En 1980 participa de la fundación del Partido de los Trabajadores.
El 3 de septiembre de 1938, en Périgny, Francia, representó a varios partidos obreros de América Latina en el  Congreso de Fundación de la Cuarta Internacional, con el pseudônimo de Lebrun, donde fue elegido para el Comité Ejecutivo Internacional (CEI) de la IV Internacional.

## Obras
- Arte Necessidade Vital. Livraria da Casa, 1949.
- Panorama da Pintura Moderna. Rio de Janeiro: Ministério de Educação e Saúde, 1952.
- Crescimento e Criação (Mario Pedrosa e Ivan Serpa), Rio de Janeiro, 1954.
- Dimensões da Arte. Rio de Janeiro: Ministério da Educação e Cultura, 1964.
- A Opção Brasileira. Rio de Janeiro: Editora Civilização Brasileira, 1966.
- A Opção Imperialista. Rio de Janeiro: Editora Civilização Brasileira, 1966.
- Arte Brasileira Hoje. Com Aracy Amaral, Mário Schenberg, ... [et al.] ; coord. geral de Ferreira Gullar / Rio de Janeiro : Paz e Terra , 1973 .
- Calder. Paris : Maeght éditeur , 1975
- Mundo, Homem, Arte em Crise. São Paulo: Editora Perspectiva, 1975.(org. Aracy Amaral)
- Arte, Forma e Personalidade. São Paulo: Kairós, 1979.
- A Crise Mundial do Imperialismo e Rosa Luxemburgo. Rio de Janeiro: Civilização Brasileira, 1979.
- Sobre o Partido dos Trabalhadores. São Paulo: Ched, 1980.
- Dos Murais de Portinari aos Espaços de Brasília. São Paulo: Editora Perspectiva, 1981.(org. Aracy Amaral)
- Arte, Revolução, Reflexão. São Paulo: Centro Cultural Banco do Brasil, 1992
- Política da Artes. Textos Escolhidos I. São Paulo: Edusp, 1995. (org. Otília Arantes)
- Gávea de Tocaia com Lygia Pape, Guy Brett, Helio Oiticica, 2000. SP : Cosac & Naify.
- Arquitectura - Ensaios críticos. Org. Guilherme Wisnik. Cosac & Naif 2015.
- Arte - Ensaios. Organização: Lorenzo Mammì. Cosac & Naif 2015.

## Filmografía sobre Mário Pedrosa
- Formas do Afeto. Un film sobre Mário Pedrosa. Direção: Nina Galanternick, 2010 in https://vimeo.com/95897947